# ビアペネム
ビアペネム（英：Biapenem、INN）はカルバペネム系抗生物質である。In vitroでは嫌気性菌に対して活性がある
。1-β-メチルカルバペネム抗生物質。日本では2001年に承認された。